# Marca personal
La marca personal (en anglès personal branding) és un concepte de desenvolupament personal consistent en considerar-se a un mateix com a marca comercial. Es tracta d'elaborar, transmetre i protegir la marca amb ànim de diferenciar-se i aconseguir el major èxit possible, tant en les relacions socials com en les professionals. Una marca és una promesa de valor. Les marques desprenen valors i generen expectatives.

## La marca personal
A diferència d'altres enfocaments en tècniques de millora professional que tendeixen a la millora de característiques personals, la marca personal o personal branding tendeixen a la promoció personal a través de la percepció que els altres tenen d'un mateix. La marca personal està relacionada amb la reputació digital, però la manera com s'estableixen totes dues és diferent. La marca personal depèn d'un mateix, un se l'ha de construir. Per contra, la reputació la defineixen els altres, tot i que pots arribar a influenciar-la a través de les teves accions.
Desenvolupar una marca personal no és només saber identificar les característiques que ens fan diferents, sinó en saber com transmetre-les per sobresortit en un mercat competitiu i en constant canvi.
El concepte de marca personal es fa més necessari en l'actualitat perquè les relacions interpersonals són cada cop més anònimes. Quan els humans gaudeixen dels mateixos atributs (formació, experiència, mateixes aspiracions), les persones tendeixen a convertir-se en iguals. Per això per promocionar-se individualment, ens hem de diferenciar i mostra-nos de manera diferent, única i irrepetible. "Em distingeixo o m'extingeixo". Per això els professionals que vulguin diferenciar-se per augmentar el valor del seu treball o contribució personal, han de construir, promocionar, comunicar i protegir la marca personal.
El concepte de marca personal no vol dir convertir a les persones en objectes materials, al contrari, vol dir evitar que la persona sigui catalogada com un curriculum vitae, desapercebuda, igual a altres. Vol potenciar a la persona com a diferent i capaç d'aportar el seu valor únic i irrepetible. Un dels més clars exemples d'aplicació de marca personal es pot trobar a l'hora de buscar el nom d'una persona a Google. Les cerques que se n'obtinguin, així com l'ordre en què apareixen, és la imatge que una persona està donant al món.

## Història
La marca personal, o personal branding en l'equivalència anglesa, va ser definit formalment per Tom Peters l'any 1997 en un article titulat The brand called you

## Maneres de construir la marca personal
Hi ha diferents maneres de construir la marca personal:
1. Web personal i/o bloc. Als últims temps el fet de tenir un bloc ben actualitzat, i amb bones referències exteriors, ajuda molt a que els cercadors de Google et posicionin en els primers llocs dels motors de cerca amb les paraules claus que s'hagin escollit per definir aquell bloc. Aquest lloc web pot servir d'aparador de la marca personal d'un individu, on es podrà explicar qui som, què fem i mostrar el nostre historial laboral, a més d'oferir vies de contacte.
2. Xarxes socials: Són un possible aparador per mostrar-se a un mateix. Cal evitar entrar en “l'autobombo” que està molt penalitzat. Per entrar a les xarxes socials s'ha de tenir un objectiu molt marcat i definir estratègies que ajudin a aconseguir les fites que s'hagin establert. s'ha de saber que cada xarxa és diferent i actuar en conseqüència. Llançar-se a internet i a les xarxes socials sense estratègia i sense generar una proposta de valor diferenciada i única és un error.[3]

Els mètodes idonis per crear marca personal són:
- Crear canals de comunicació de la nostra marca personal (blocs, xarxes socials, aportacions a diaris digitals…)
- Crear continguts de qualitat i compartir-los
- Gestionar adequadament els nostres perfils socials
- Fer alguna cosa en la qual destaquem i ens recordin. És el que Txell Costa, al llibre Personal branding. Cómo Vender Más Y Encontrar Trabajo En La Era De Internet , defineix com a proposta de valor o valor diferencial, fruit d'una fase d'autodiagnosi i estudi de la competència.

## Problemes amb la marca personal
A internet cada usuari ha de ser responsable de les seves capacitats i què vol aportar a la comunitat d'internet. Ha d'establir què és allò que vol dir perquè la comunicació sigui veraç, rica i integradora. Un dels errors més comuns és planificar la comunicació a internet com a unidireccional. La xarxa té una capacitat integradora més gran, i obviar-ho pot portar a un fracàs de la marca personal d'un individu. Problemes bàsics a l'hora de crear la marca personal són:
- Voler abastar tots els públics.
- Voler oferir coses que després no podràs continuar
- Oferir continguts que no funcionin, i no els puguis arreglar.